# Institut d'émission d'outre-mer
Ne doit pas être confondu avec l'Institut d'émission des départements d'outre-mer.
L’institut d’émission d’outre-mer (sigle : IEOM) est un établissement public français chargé de l’émission monétaire dans les collectivités d’outre-mer françaises du Pacifique que sont la Nouvelle-Calédonie, Wallis-et-Futuna et la Polynésie française, ayant pour monnaie le franc Pacifique (franc CFP). Son siège est à Paris et il dispose de trois agences situées à Nouméa, Mata-Utu et Papeete.

## Histoire
À partir de 1888, le privilège de création monnaie dans les territoires français du Pacifique était détenu par la Banque de l'Indochine. C’est ainsi que la banque ouvre des agences à Nouméa (1888) et Papeete (1905). Le franc Pacifique est créé le 25 décembre 1945.
À la suite d'une convention signée entre l’État français et la Banque de l’Indochine le 10 juillet 1947, cette dernière renonce par anticipation à son droit d’émission. Les conditions détaillées, fixées par la loi du 25 septembre 1948, indiquent toutefois que la Banque de l’Indochine continuerait d’émettre des billets jusqu’à une certaine date.
L’Institut d’émission d’outre-mer est fondée le 22 décembre 1966. Le 1er avril 1967, le privilège de l’émission passe de la Banque de l’Indochine à l’IEOM. Son statut actuel date de 1986,,.
Depuis 1949, la parité du franc CFP avec l’ancien franc français, puis le nouveau franc français et enfin l’euro n’a pas évolué ; soit 8,38 euros pour 1 000 francs CFP.

## Missions
L’IEOM exercent des missions de banque centrale, des missions de service public et des services d’intérêt général rendus à la collectivité.

### Des missions de banque centrale
- Émission de la monnaie fiduciaire :
L’Institut est responsable de la mise en circulation, de l’optimisation du volume et de la qualité des billets en franc CFP
- Conduite d’une politique monétaire optimale :
Il conduit une politique monétaire qui favorise le développement économique des collectivités d’outre-mer du Pacifique. Cela passe entre autres par le mécanisme de réescompte de l’IEOM qui est un mécanisme de financement des entreprises ayant pour but d’orienter la distribution du crédit en faveur des entreprises appartenant à des secteurs économiques ou des secteurs d’activités jugés prioritaires. Les banques commerciales ont ainsi la possibilité d’obtenir des liquidités auprès de l’IEOM à un taux préférentiel[7] pour financer les crédits de leurs clients éligibles en échange d’une cession temporaire de créances. Le mécanisme de réescompte concerne des crédits à court terme (créances commerciales, crédits exports, crédits de trésorerie, comptes ordinaires débiteurs) et des crédits à moyen terme (crédit d’investissement).
- Relais des autorités bancaires nationales :
En collaboration avec les autorités nationales de supervision et de réglementation bancaire et financière, l’IEOM est chargé de surveiller le système bancaire ainsi que la sécurité des moyens de paiement dans sa zone d’intervention.
- Tenue des comptes des établissements de crédit :
L’IEOM tient dans ses livres les comptes des établissements de crédit. Il les aide dans le choix des instruments leur permettant d’optimiser la gestion de leur trésorerie.

Contrairement à la plupart des banques centrales, l’IEOM ne gère pas de réserves de change.

### Des missions de service public pour le compte de l’État
Mise en circulation des monnaies divisionnaires
Depuis 1998, l’IEOM est chargé par le ministère de l’Économie, des Finances et de l’Industrie, d’établir les balances des paiements de la Nouvelle-Calédonie et de la Polynésie française. Il le fait en collaboration avec la Banque de France. La loi pour le développement économique des outre-mer du 27 mai 2009 étend cette tâche à l’ensemble de sa zone d’intervention.
L’Institut assure le secrétariat des commissions de surendettement en Nouvelle-Calédonie, depuis le 1er avril 2007. Il gère le Fichier des comptes d’outre-mer qui centralise les informations permettant d’identifier l’ensemble des comptes, et intervient dans le traitement des demandes d’exercice du droit au compte. Enfin, depuis la loi Lagarde sur le crédit à la consommation, les prêteurs sont tenus de consulter le Fichier national des incidents de remboursement des crédits des particuliers (FICP) étendu à la zone Pacifique française.
L’Observatoire des tarifs bancaires est créé en juin 2010 par l’IEOM pour lui permettre d’étudier les questions relatives aux tarifs bancaires pratiqués dans les collectivités d’outre-mer du Pacifique.
Lutte contre le blanchiment des capitaux et le financement du terrorisme (LCB-FT), contrôle des pratiques commerciales (CPC).

### Des services d’intérêt général rendus à la collectivité
- Gestion des informations sur les entreprises :
L’IEOM recueille, analyse et diffuse un ensemble d’informations relatives aux entreprises situées dans sa zone d’intervention : centralisation des crédits bancaires, recensement des incidents de paiement, etc.
- Médiation du crédit aux entreprises :
Ce dispositif s’adresse aux entreprises victimes de problèmes de financement. Il est opérationnel dans l’ensemble des collectivités territoriales du Pacifique depuis novembre 2008.
- Production d’informations pour la communauté bancaire :
La production d’informations permet de prévenir le risque de crédit. Pour ce faire, l’IEOM centralise les risques bancaires, à savoir les crédits bancaires, les créances douteuses, les opérations de crédit-bail et de location assorties d’une option d’achat ainsi que les arriérés de cotisations sociales.
- Rôle d’observatoire économique et financier :
L’IEOM effectue le suivi de la situation conjoncturelle des économies françaises du Pacifique. Cela donne lieu à la production et la diffusion d’indicateurs économiques, à la réalisation d’études et d’enquêtes de conjoncture, etc. L’IEOM a en outre développé depuis 2004 le programme CEROM, en collaboration avec l’Agence française de développement (AFD), l’Institut d'émission des départements d'outre-mer (IEDOM), l’INSEE et les instituts territoriaux de statistiques. Ce programme a pour but de renforcer l’analyse et l’information sur les économies ultramarines[10].

## Gouvernance et moyens
La politique de l’IEOM est contrôlée par son Conseil de surveillance, présidé par le gouverneur de la Banque de France et composé de dix membres. Ce conseil vérifie la conformité des actions de l’IEOM avec les missions et les objectifs définis. La Banque de France, le ministère de l’Économie, des finances, et le ministère des Outre-mer sont les tutelles du Conseil de surveillance. Le directeur général de l’IEOM est nommé par le gouverneur de la Banque de France. Il assure la gestion de l’Institut sous le contrôle du Conseil de surveillance.
Au 31 décembre 2017, l'effectif de l'IEOM est de 143 agents, dont 73 en agence et 70 au siège (dont 21 mis à disposition par la Banque de France).